# X (sociální síť)
X (dříve Twitter) je poskytovatel sociální sítě a mikroblogu, který umožňuje uživatelům posílat a číst příspěvky zaslané jinými uživateli, známé jako posty (dříve tweety). Jedná se o textové příspěvky dlouhé maximálně 280 znaků, které se zobrazují na uživatelově profilové stránce a na stránkách těch, kteří ho sledují (followers). Součástí postu mohou být kromě textu také obrázky, videa nebo odkazy. X také podporuje sdílení živého vysílání prostřednictvím své sesterské služby  povolit přístup k příspěvkům komukoliv (výchozí nastavení). Uživatelé zasílají nebo dostávají posty přes stránku X, pomocí krátkých textových zpráv (SMS) nebo externích aplikací. Služba je na internetu zdarma, ale zasílání SMS zpráv je za běžný poplatek poskytovatele telefonních služeb. Dřívější název „Twitter“ lze přeložit jako „cvrlikání“, „švitoření“ či „štěbetání“.

## Historie

### Twitter do roku 2021
Od založení v roce 2006 Jackem Dorseym Twitter získal velký význam a popularitu na celém světě. Často se o něm mluví jako o „SMS internetu“ díky tomu, že stránky poskytují dobrou funkčnost (díky svému rozhraní pro programování aplikací – API) pro další desktopové, mobilní a webové aplikace, které mohou odesílat a přijímat krátké textové zprávy. Tyto aplikace často zastiňují samotnou službu Twitter.

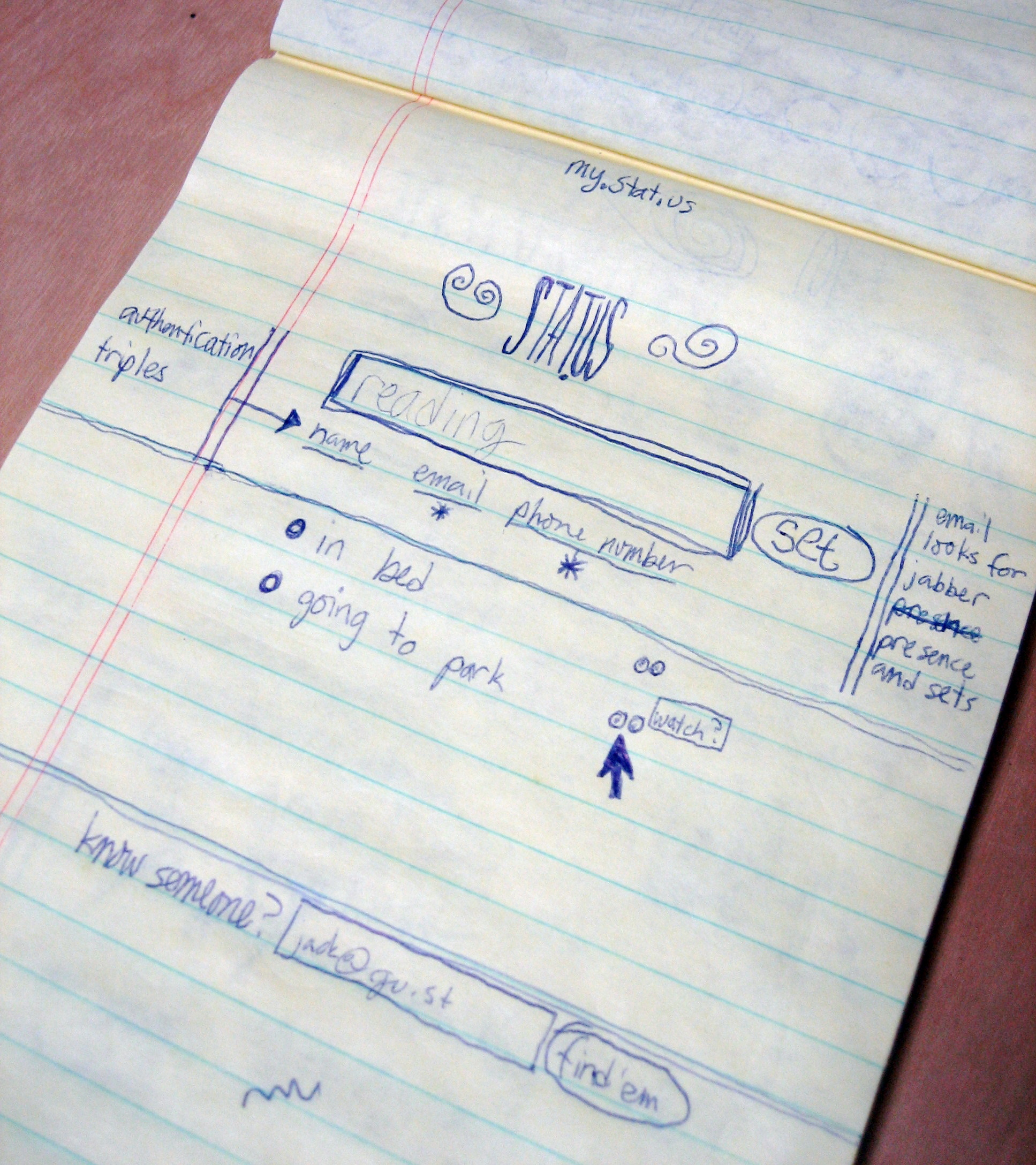
Nákres sociální SMS sítě, nakresleným v roce 2006 Jackem Dorsey.

K roku 2011 měl Twitter 200 milionů uživatelů, z nichž se za měsíc připojila alespoň polovina z nich. Každý den se na Twitter přihlásí 50 milionů uživatelů. Odhaduje se, že přibližně desetinu uživatelů představuje internetový bot. Ti denně napsali kolem 250 milionů příspěvků.
Od 6. srpna 2012 byla platforma dostupná i v češtině, nejdříve v beta verzi a poté v plné české jazykové lokalizaci.
V září 2017 Twitter na vybraných uživatelích začal testovat zvýšení délky zprávy ze 140 znaků na dvojnásobek. Ke zdvojnásobení počtu na 280 znaků došlo v listopadu 2017, s výjimkou japonštiny, čínštiny a korejštiny.
V únoru 2018 Twitter představil změny pravidel, které reagovaly na výhrady EU ohledně jeho zodpovědnosti za správu obsahu a na požadavek sladit své uživatelské podmínky s evropskou právní úpravou o ochraně spotřebitelů. Podle Evropské komise ale změny pravidel Twitteru řešily důležité otázky pouze částečně a nedostatky neodstraňovaly.

### Twitter Safety
Twitter založil blog, na kterém informuje o svých zásadách, pokud jde o bezpečnost a obsah poskytovaných služeb. V únoru 2021 na něm zveřejnil zprávu o odhalení sítí účtů, jejich prostřednictvím byla šířena státní propaganda, a následně zablokoval celkem 238 účtů Íránu, 35 účtů spojených s vládou Arménie, 69 falešných účtů, na kterých operovali státní aktéři Ruska, a 31 účtů spojených s Agenturou pro výzkum internetu. Od 1. března 2021 Twitter rovněž označuje dezinformace spojené s pandemií covidu-19.

### Převzetí Elonem Muskem a přejmenování na X
Roku 2022 nabídl Elon Musk, že síť koupí, proti čemuž se postavil Al-Valíd bin Talál. Ovládnutí platformy jednou osobou by totiž vedlo k velké koncentraci moci.
Dne 25. dubna 2022 Twitter souhlasil s nabídkou Elona Muska na koupi sociální sítě za 44 miliard amerických dolarů. Dne 28. října 2022 byla dohoda naplněna a Elon Musk se stal vlastníkem společnosti Twitter, Inc., jež tou dobou vlastnila sociální síť Twitter, přičemž propustil významnou část vedení firmy. K dubnu 2023 pro Twitter pod Muskem pracovala již jen pětina ze všech zaměstnanců, které firma zaměstnávala před Muskovým příchodem. Musk uvedl, že firma byla výrazně prodělečná, a proto bylo nutné propustit většinu zaměstnanců.
Na začátku roku 2023 bylo médii reportováno, že Musk nechal změnit algoritmus Twitteru, aby výrazně protežoval jeho příspěvky a ty tak měly větší dosah než jakékoliv jiné.
V květnu 2023 Twitter vypověděl kodex Evropské unie proti dezinformacím. Musk dlouhodobě kritizoval, že Twitter byl příliš „liberální“. Po odkoupení změnil pravidla pro moderování obsahu a obnovil dříve zablokované účty pro vážné porušení pravidel komunity. Podle vlastních slov Muska šlo o návrat k americkému principu svobody projevu. Síť ovšem poté zaznamenala nárůst misinformací a dezinformací. Podle organizací Anti-Defamation League a Centra pro boj proti digitální nenávist (CCDR) na síti dramaticky vzrostl také počet nenávistných a rasistických projevů. Síti se rovněž nedařilo čelit obsahu šířícího pornografii a dětskou pornografii. Musk následně zažaloval neziskovou organizaci Centrum pro obranu před digitální nenávistí za šíření nepravdivých informací a poškození obchodních vazeb společnosti X s inzerenty. Americký soud však v březnu 2024 žalobu zamítl. Soudce v odůvodnní uvedl: „Není možné si tuto žalobu přečíst a nedospět k závěru, že firmě X více vadí postoje CCDH než její metody sběru dat.“
Novou generální ředitelkou Twitteru se poté, co uživatelé na Twitteru v Muskově anketě odhlasovali, že nechtějí, aby setrval ve funkci generálního ředitele, stala Linda Yaccarinová.
V červnu 2023 na Twitter podalo žalobu několik hudebních vydavatelství. Ta platformu obvinila z porušování autorských práv, když společnost závadný obsah dostatečně nereguluje.
Na konci června 2023 bylo znemožněno prohlížení příspěvků nepřihlášeným uživatelům. 
 V červenci 2023 začal Twitter blokovat účty užívající výraz „cis“ nebo „cisgender“. Tento termín popisuje osobu, jejíž genderová identita je shodná s jejím biologickým pohlavím. Jde tedy o opak výrazu transgender. Tento krok byl kritizován.
V červenci 2023 proběhla změna názvu a loga Twitteru na X, iniciovaná Elonem Muskem. V té době sám Musk uvedl, že síť přišla o polovinu inzerentů, které měla před jeho nástupem. Důvodem měla být kritizovaná nová pravidla pro moderování obsahu. Nicméně inzerenti se podle Muska začali postupně vracet. Nicméně v srpnu 2024 společnost obvinila některé společnosti (Mars, Unilever, Orsted a CVS Health) a Světovou federaci inzerentů z nezákonného spiknutí, jehož účelem měl být bojkot platformy. V žalobě společnost uvedla, že společnosti zapojené do iniciativy Globální aliance pro zodpovědná média připravily platformu X o miliardy z reklamních příjmů.
V roce 2024 byla platforma dočasně zablokována v Brazílii.

### Exodus z X
Den po amerických prezidentských volbách 2024, ve kterých zvítězil kontroverzní republikán Donald Trump, znamenal pro sociální síť X největší odchod uživatelů od roku 2022, kdy síť převzal Elon Musk. Během jednoho dne bylo deaktivováno 115 414 účtů. Podle kritiků se síť X po převzetí Muskem stala toxickým místem. Navíc vzrostl počet botů, politicky ovlivněné reklamy a obtěžování. Mnoho uživatelů začalo přecházet na obdobnou sociální síť Bluesky, která po volbách zaznamenala milion nových uživatelů. Výrazný nárůst nových členů měly také sociální sítě Threads a Mastodon.
V listopadu 2024 uvedl britský deník The Guardian, že nadále nebude na sociální síti X nic publikovat, i když na ní prozatím zůstane. Deník kritizoval, že se síť změnila na místo krajně pravicových konspiračních teorií a rasismu. Síť označili za toxický prostor a Muska obvinili, že ji využívá k tomu, aby cíleně měnil veřejné mínění ve prospěch krajně pravicových politik. Ve stejné době španělský deník La Vanguardia oznámil, že přestane zveřejňovat zprávy na síti a pozastaví na ní své účty kvůli tomu, že se tato platforma podle něj stala i místem pro šíření konspiračních teorií a dezinformací. V Česku krátce poté ze sítě odešel Deník Alarm. Redakce uvedla, že se síť postupně proměnila v toxickou dezinformační platformu šířící především konzervativní a ultrapravicový obsah.
Mezi značkami, firmami a organizacemi své účty smazaly například Berlínský mezinárodní filmový festival, Balenciaga nebo Best Buy. Firmy jako Disney, Apple, IBM, Paramount a Comcast už dříve kvůli krajně pravicovému, antisemitskému a rasistickému obsahu pozastavily zadávání reklam na síti. Po zvolení Trumpa z X odešla také řada amerických celebrit.
V listopadu 2024 největší francouzské noviny, včetně Le Monde, Le Figaro a Le Parisien, oznámily, že podniknou právní kroky proti platformě X za údajné používání jejich obsahu bez toho, aby jim odváděla poplatky. Vydavatelé uvedli, že jim náleží platba na základě zákona, který digitálním platformám nařizuje platit autorům za šíření jejich obsahu.
Od zvolení Trumpa prezidentem do poloviny prosince 2024 opustilo síť X již 2,7 milionu aktivních účtů. Podle společnosti Similarweb od října do prosince 2024 poklesl síti denní počet aktivních uživatelů z USA o 8,4 %.

## Hashtag
Hashtag je slovo anebo fráze, která začíná # (dvojkřížkem). Twitter (ale také např. Instagram) na hashtag zareaguje a promění jej v odkaz, přes který je možné najít další stejné hashtagy. Pomocí hashtagů je možné dohledat různé trendy (nový film, album, důležitá událost, svátky atd.) anebo označit význam příspěvků (sarkasmus, morální povzbuzení, hněv). Hashtag byl American Dialect Society vyhlášen slovem roku 2012.
Příklady:
- #business – sdělení týkající se obchodu
- #video – tématem příspěvku je video (většinou se tento hashtag dává za zkrácenou adresu)
- #ff – followfriday – V pátek doporučíte někoho zajímavého ostatním ke sledování.
- #fail – tento hashtag zdůrazňuje satirický podtext příspěvku.
- #yolo – You only live once – žiješ pouze jednou
- #ttylxox – talk to you later xox – promluvíme si později xox (xox je smajlík pro objímám a dávám pusu)

## Statistiky
Trendy, které poskytuje síť X, jsou často zmanipulované boty.

### Nejvíce sledované účty
Seznam nejvíce sledovaných účtů, s nejvyšším počtem sledujících (followerů), k 27. březnu 2025:
| Poř. | jméno účtu       | vlastník          | sledující (v milionech) | aktivita                | stát        |
| ---- | ---------------- | ----------------- | ----------------------- | ----------------------- | ----------- |
| 1.   | @elonmusk        | Elon Musk         | 219,7                   | podnikatel, majitel X   | USA         |
| 2.   | @BarackObama     | Barack Obama      | 130,6                   | 44. prezident USA       | USA         |
| 3.   | @Cristiano       | Cristiano Ronaldo | 115,1                   | fotbalista              | Portugalsko |
| 4.   | @justinbieber    | Justin Bieber     | 109,4                   | zpěvák                  | Kanada      |
| 5.   | @rihanna         | Rihanna           | 108,3                   | zpěvačka, podnikatelka  | Barbados    |
| 6.   | @narendramodi    | Naréndra Módí     | 106,1                   | indický premiér         | Indie       |
| 7.   | @katyperry       | Katy Perry        | 105,3                   | zpěvačka                | USA         |
| 8.   | @realDonaldTrump | Donald Trump      | 102,7                   | 45. a 47. prezident USA | USA         |
| 9.   | @taylorswift13   | Taylor Swift      | 95,2                    | zpěvačka                | USA         |
| 10.  | @NASA            | NASA              | 85,9                    | vesmírná agentura       | USA         |

### Nejstarší účty
Nejstarších 14 účtů bylo aktivováno 21. března 2006, a to včetně @jack (Jack Dorsey), @biz (Biz Stone) a @noah (Noah Glass). V době vzniku všechny účty patřily zaměstnancům tehdejšího Twitteru.

### Rekordní posty
Nejdiskutovanějším tématem se stal hashtag "#ALDubEBTamangPanahon" z 24. října 2015 od fiktivní zamilované dvojice AlDub se 41 miliony komentáři (posty), k části představení „Kalyeserye“ v rámci speciálního koncertu televizní show Eat Bulaga, vysílané na Filipínách. Koncert nazvaný Eat Bulaga: Sa Tamang Panahon proběhl ve Philippine Arena a navštívilo jej přes 55 tisíc fanoušků.
Nejdiskutovanější sportovní událostí bylo s 35,6 miliony posty semifinále Mistrovství světa ve fotbale 2014 mezi Brazílií a Německem, jež se odehrálo 8. července 2014.
Podle Guinnessovy knihy rekordů získal jeden milion sledujících nejrychleji herec Robert Downey Jr., když mu na to v dubnu 2014 stačilo 23 hodin a 22 minut.

### Donald Trump

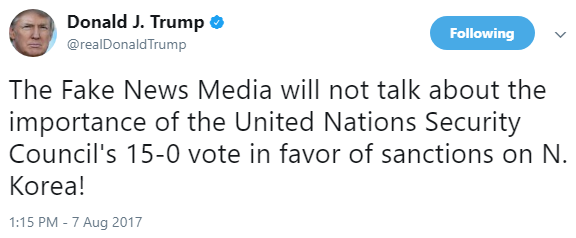
Americký prezident Donald Trump využíval síť X ke komentování aktuálních událostí

Americký prezident Donald Trump využíval soukromý účet @realDonaldTrump jako častý prostředek komunikace k vyjádření svých pocitů a politických názorů, tak i k oficiálním oznámením (například ke jmenování šéfa Fedu), přestože existuje oficiální prezidentský účet @POTUS. Trump si jej zřídil v březnu 2009. Do května 2018 napsal přes 37 tisíc postů a připojilo se k němu 51,47 milionů sledujících. Příspěvky se staly zdrojem zpráv, z nichž vycházejí oficiální, státní i komerční média. Tím docházelo k suplování tradičních krátkých projevů/oznámení, navíc prostřednictvím komerčního subjektu, přičemž tato praktika byla nová jak oproti jeho předchůdci Obamovi, tak jiným státníkům. Zajímavým faktem se stal i noční čas přidávání postů, když značná část příspěvků byla napsána mezi třetí a čtvrtou hodinou ranní. Také blokování jiných uživatelů z účtu přerostlo v některých případech v civilně právní spor týkající se svobody projevu. Vybrané dvojice Trumpových názorově protichůdných příspěvků některé firmy tisknou na pantofle (anglicky flip-flops – označuje jak žabky, tak obrat v názoru).
Jeden z končících zaměstnanců tehdejšího Twitteru smazal během svého posledního pracovního dne 2. listopadu 2017 Trumpův účet (@realDonaldTrump) přibližně na 11 minut. Po násilném vniknutí Trumpových podporovatelů do budovy Kapitolu v lednu 2021 byl Trumpův účet s 88 miliony sledujících omezen a dne 9. ledna byl pak zablokován nastálo.
Dne 20. listopadu 2022 byl Trumpův účet odblokován na základě výsledku hlasování, které inicioval nový majitel sítě X Elon Musk. V hlasování šlo o to, zda by měl Trumpův účet zůstat zablokovaný, a nebo by měl být odblokován. Těsně vyhrála možnost odblokovat, pro kterou hlasovalo 51,8 % uživatelů z více než 15 miliónů hlasujících.

## Dezinformace
Sociální síť X v září 2023 deaktivovala funkci umožňují uživatelům hlásit dezinformace o volbách, kterou zavedla v roce 2022. Na skutečnosti upozornila formou otevřeného dopisu výzkumná organizace Reset.Tech Australia. 
Organizace uvedla, že síť X během 3 týdnů neodstranila ani neoznačila žádný příspěvek obsahující dezinformace o australském referendu plánovaném na říjen 2023 ani po nahlášení prostřednictvím poté odstraněné funkce. Zjištění vyvolalo obavy z usnadnění šíření dezinformací před blížícími se volbami v USA a Austrálii.
Služba zůstává (září 2023) v nabídce v rámci zemí Evropské unie.

## Šíření informací o sexuálním zneužívání dětí
Australský úřad pro bezpečnost internetu udělil internetové síti X pokutu 610 500 australských dolarů, neboť firma neodpověděla na dotazy úřadu týkající se boje proti šíření materiálů obsahujících sexuální zneužívání dětí na sociální síti.

## Bezpečnost
Bezpečnost osobních údajů na X (i pokud člověk není uživatelem) je neustále problematická.[ujasnit]